# Andrea Bodó
Andrea Bodó, née le 4 août 1934 à Budapest et morte le 21 septembre 2022 à Novato, est une gymnaste artistique hongroise.

## Biographie sportive
Elle est  médaillée d'argent du concours général par équipes et médaillée de bronze en exercices d'ensemble avec agrès portatifs par équipes aux Jeux olympiques de 1952 à Helsinki.
Aux Jeux olympiques de 1956 à Melbourne, elle remporte le titre en exercices d'ensemble avec agrès portatifs par équipes et la médaille d'argent en concours général par équipes.